# 23116 Streich
23116 Streich è un asteroide della fascia principale. Scoperto nel 2000, presenta un'orbita caratterizzata da un semiasse maggiore pari a 2,5878714 UA e da un'eccentricità di 0,1495224, inclinata di 6,36154° rispetto all'eclittica.